# Yuki Ohashi
Yuki Ohashi (født 27. juli 1996) er en japansk fodboldspiller, som spiller for den japanske fodboldklub Shonan Bellmare.